# Кастелрото
Кастелрото (итал. Castelrotto) је насеље у Италији у округу Болцано, региону Трентино-Јужни Тирол.
Према процени из 2011. у насељу је живело 1545 становника. Насеље се налази на надморској висини од 1070 м.

## Становништво
| 1931. | 1936. | 1951. | 1961. | 1971. | 1981. | 1991. | 2001. | 2011. |
| ----- | ----- | ----- | ----- | ----- | ----- | ----- | ----- | ----- |
| 3.878 | 4.053 | 4.035 | 4.437 | 5.162 | 5.399 | 5.600 | 5.994 | 6.459 |